# Stolperstein in Steinbach (Taunus)
Der Artikel Stolperstein in Steinbach (Taunus) enthält den Stolperstein, der im Rahmen des Kunst-Projekts Stolpersteine von Gunter Demnig in Steinbach verlegt wurde. Mit ihm soll an die Opfer des Nationalsozialismus erinnert werden, die in Steinbach lebten und wirkten.
Die bisher einzige Verlegung fand am 6. September 2021 statt.
| Name                | Adresse           | Bild | Inschrift | Verlegedatum | Biografie und Anmerkungen |
| ------------------- | ----------------- | --- | --- | ------------ | ------------------------- |
| Josef Schwarzschild | Schwanengasse 5 · | Bild gesucht Der Benutzer GeorgDerReisende ( Diskussion ) wünscht sich an dieser Stelle ein Bild vom Ort mit diesen Koordinaten 50.166977 8.572122 . Motiv: Schwanengasse 5: Stolperstein für Josef Schwarzschild, die Lage und das Haus Falls du dabei helfen möchtest, erklärt die Anleitung , wie das geht. BW | Hier wohnte Josef Schwarzschild Jg. 1908 verhaftet 1943 Arbeitserziehungslager Heddernheim deportiert 1943 Auschwitz ermordet 10.12.1943 | 6. Sep. 2021 |                           |